# Julia Fischer
Julia Fischer (Monaco di Baviera, 15 giugno 1983) è una violinista tedesca.

## Biografia
Figlia di Viera Krenková-Fischer, musicista di origine slovacca, e di Frank-Michael Fischer, matematico proveniente dalla Germania-est, Julia dopo un iniziale approccio al pianoforte con sua madre comincia lo studio del violino all'età di quattro anni con il Metodo Suzuki. Viene ammessa al conservatorio Leopold Mozart di Augusta, studiando con Lydia Dubrowskaya; all'età di nove anni passa quindi all'Accademia di Musica di Monaco, con Ana Chumachenco.
All'età di dodici anni vince il concorso Internazionale Yehudi Menuhin, destando l'interesse di molti artisti quali Lorin Maazel, Neville Marriner, Simon Rattle, Yuri Temirkanov, Christoph Eschenbach, Jeffrey Tate e collaborando con orchestre del panorama musicale internazionale. Dopo aver vinto l'Eurovision Young Musicians nel 1996, dall'età di quindici anni si impone anche sul mercato discografico incidendo molte delle sue esecuzioni.
Nel 2003 si esibisce al Teatro alla Scala di Milano, eseguendo il Concerto per violino e orchestra n. 3 di Mozart mentre nel 2005 esegue il Concerto n. 2 per violino e orchestra di Prokofiev diretta da Lorin Maazel.
Nel 2005 si esibisce al Teatro comunale Luciano Pavarotti di Modena suonando il Concerto per violino e orchestra di Brahms, con la Rundfunk-Sinfonieorchester Berlin.
Nel 2007 la rivista Gramophone le assegna il premio "Artista dell'anno" e nel 2009 vince il premio "Strumentista dell'anno" al Midem Classical Awards.
Distintasi per la grande forza tecnico-interpretativa, ha riscosso grande favore di pubblico e critica. Il suo repertorio è vasto e variegato, nonostante prediliga in particolare le opere classiche e ottocentesche. Notevole rilievo hanno assunto recentemente le sue interpretazioni dei 24 Capricci di Paganini, ed a seguito di una proficua collaborazione con l'Academy of Saint Martin in the Fields i concerti di Johann Sebastian Bach. Artista ospite dei Berliner Philharmoniker, esegue Beethoven con la London Philharmonic Orchestra ma anche Čajkovskij, Berg, Chačaturjan in Russia, Spagna, Stati Uniti e Ungheria.
Nel 2008 ha parallelamente ripreso la sua carriera come pianista debuttando alla Alte Oper di Francoforte con il concerto per pianoforte ed orchestra di Edvard Grieg.
Al Festival di Pasqua di Salisburgo del 2011, suona il concerto per violino di Alban Berg, con Simon Rattle e i Berliner Philharmoniker. Nel maggio 2013 si è esibita per la prima volta con la Wiener Philharmoniker diretta da Esa-Pekka Salonen, eseguendo i concerti per violino di Esa-Pekka Salonen e Ludwig van Beethoven. Nel 2014 è ospite ai Proms, dove si esibisce suonando il concerto per violino di Dvořák con David Zinman e la Tonhalle-Orchester Zürich.
Nel 2019 suona il concerto per violino di Beethoven alla Barbican Hall di Londra, con Michael Tilson Thomas e la London Symphony Orchestra.

## Vita privata
Stabilitasi a Monaco, si è sposata e ha due figli.

## Strumenti
Julia possiede un Guadagnini del 1742 e un violino di Philipp Augustin del 2011. In passato aveva suonato lo Stradivari Booth del 1716, in prestito dalla Nippon Music Foundation.

## Premi e riconoscimenti
- 1995: prima classificata al Concorso internazionale Yehudi Menuhin;
- 1996: vincitrice dell'Eurovision Young Musicians a Lisbona
- 1997: Prix d'Espoir premio dell'industria musicale europea
- 1997: Premio come solista al Premio Mecklenburg-Western Pomerania
- 1998: EIG Music Award
- 2000: Premio Deutschlandfunk
- 2005: ECHO Klassik Award per il CD "Concerti russi per violino"
- 2005: Vincitrice del Beethoven ring
- 2006: BBC Music Magazine Awards 2006 Best Newcomer per il CD Johann Sebastian Bach, Sonate e partite per violino solo (BWV 1001–1006).
- 2007: Gramophone Award Artista dell'anno
- 2007: ECHO Klassik Award per il CD contenente il Concerto per violino ed orchestra di Pëtr Il'ič Čajkovskij
- 2009: MIDEM Classical Award, classificata come "Strumentista per l'anno 2008".

## Discografia
- 2002 - Brahms, Piano Quartet in G minor, Op. 25 (con Tatjana Masurenko, Gustav Rivinius e Lars Vogt), EMI Classics
- 2004 - Russian Violin Concertos (con Yakov Kreizberg e l'Orchestra nazionale russa), Pentatone
- 2005 - Bach, Sonatas and Partitas for Solo Violin BWV 1001–1006, Pentatone
- 2005 - Mozart, Violin Concertos Nos 3 & 4, Adagio in E major K. 261, Rondo in B flat K. 269 (con Yakov Kreizberg e la Netherlands Chamber Orchestra), Pentatone
- 2006 - Mendelssohn, Piano Trios Nos 1 & 2 (con Jonathan Gilad e Daniel Müller-Schott ), Pentatone
- 2006 - Mozart, Violin Concertos Nos 1, 2 & 5 (con Yakov Kreizberg e la Netherlands Chamber Orchestra), Pentatone
- 2006 - Tchaikovsky, Violin Concerto in D major Op. 35, Sérénade mélancolique, Op. 26, Valse–Scherzo Op. 34, Souvenir d'un lieu cher Op. 42 (con Yakov Kreizberg e l'Orchestra nazionale russa), Pentatone
- 2007 - Brahms, Violin Concerto in D major Op. 77, Double Concerto in A minor Op. 102 (con Yakov Kreizberg, Daniel Müller-Schott e la Netherlands Chamber Orchestra), Pentatone
- 2007 - Mozart, Sinfonia concertante for Violin, Viola and Orchestra in E flat K. 364, Rondo in C major, K. 373, Concertone for 2 Violins and Orchestra in C major, K. 190 (con Yakov Kreizberg, Daniel Müller-Schott e la Netherlands Chamber Orchestra), Pentatone
- 2009 - Bach, Concert for 2 Violins, Strings and Continuo in D minor BWV 1043, Violin Concerto in A minor BWV 1041, Violin Concerto in E major BWV 1042, Concerto for Violin and Oboe in C-Moll BWV 1060 (con Alexander Sitkovetsky, Andrey Rubtsov e l'Academy of St Martin in the Fields), Decca
- 2009 - Schubert, Complete Works for Violin and Piano Volume 1 (con Martin Helmchen), Pentatone
- 2010 - Schubert, Complete Works for Violin and Piano Volume 2 (con Martin Helmchen), Pentatone
- 2010 - Paganini, 24 Caprices for Solo Violin Op. 1, Decca
- 2011 - Mozart, The Violin Concertos, (con Gordan Nikolić, Pieter-Jan Belder, Hans Meyer, Herre-Jan Stegenga, Yakov Kreizberg e la Netherlands Chamber Orchestra) Pentatone
- 2011 - Poème (con Yakov Kreizberg e Orchestre Philharmonique de Monte-Carlo), Decca
- 2012 - In Memoriam Yakov Kreizberg, Pentatone
- 2013 - Dvořák, Violin Concerto in A minor Op.53 - Bruch, Violin Concerto No.1 in G minor Op.26 (con David Zinman e la Tonhalle Orchester Zürich), Decca
- 2014 - Sarasate (con Milana Chernyavska), Decca
- 2014 - Creating Timeless Classics (con Martin Helmchen, Arabella Steinbacher, Nareh Arghamanyan, Mari Kodama, Russian National Orchestra, Concertgebouw Chamber Orchestra, Academy of St Martin in the Fields, Orchestre de la Suisse Romande), Pentatone
- 2016 - Duo Sessions (con Daniel Müller-Schott), ORFEO International

### DVD e Blu-ray
- 2002 - Vivaldi, The Four Seasons (con l'Academy of St Martin in the Fields), BBC
- 2010 - Saint-Saëns, Violin Concerto No. 3 in B minor Op. 61 - Grieg, Piano Concerto in A minor, Op. 16, (con Matthias Pintscher e la Junge Deutsche Philharmonie), Decca
- 2015 - Julia Fischer at the BBC Proms (21 Jul 2014), (con David Zinman e la Tonhalle Orchester Zürich), Cmajor